# Come On Eileen
«Come On Eileen» es un sencillo del grupo de pop rock británico Dexys Midnight Runners (aunque acreditado originalmente como Dexys Midnight Runners and the Emerald Express), lanzada como la décima canción de su álbum de 1982, Too-Rye-Ay. 
Fue su segundo hit en primera posición dentro del Reino Unido, después de la canción «Geno», de 1980. La canción fue escrita por Kevin Rowland, «Big» Jim Paterson, y Billy Adams, y producida por Clive Langer y Alan Winstanley.
En 1983 «Come On Eileen» ganó el premio a Mejor Sencillo Británico de los Premios Brit.

## Composición
La canción comienza con una melodía de violín celta, acompañada de una batería, un bajo eléctrico y un piano. La versión del sencillo original tiene un solo de violín como intro, interpretando la canción folclórica de Thomas Moore Believe Me, if All Those Endearing Young Charms.
La letra de la canción comienza de la siguiente manera:
«Poor old Johnnie Ray

Sounded sad upon the radio

Moved a million hearts in mono

Our mothers cried, sang along

Who would blame them?»
La frase "Come on Eileen" que es usada como coro de la canción, fue vagamente inspirada por la canción "A Man Like Me" del grupo británico de soul de la década de los 60s "Jimmy James and the Vagabonds".
El puente de la canción presenta una improvisada contramelodía que comienza en un tempo lento y se vuelve más y más rápido, y que suena sobre un accelerando de acompañamiento vocal. La secuencia del acorde del puente es de hecho la misma que la de los versos, pero transpuesta por un tono entero.
A lo largo de la canción hay numerosos cambios de tempo y de claves:
| Sección | Introducción | Versos   | Coro y puente |
| Claves  | Fa mayor     | Do mayor | Re mayor      |

## Video musical
El video musical que acompaña al sencillo fue dirigido por Julien Temple. En él se aparecen los miembros de la banda usando camisas sin mangas y mamelucos. El personaje de Eileen, tanto en el video como en la carátula, es interpretado por Máire Fahey, hermana de Siobhan Fahey, quien fue miembro del trío de chicas Bananarama hasta 1988 y luego fundó Shakespears Sister. También aparece en secuencias de video antiguas, el crooner estadounidense de rock and roll, Johnnie Ray, mencionado al inicio de la letra.
La filmación tuvo lugar en Brook Drive, Kennington, Londres. La tienda de la esquina que aparece en el video con el nombre de "Vi's Stores" se halla en la esquina de Brook Drive y Hayles Street. Ahora se llama Brook Drive Mini Market y puede ser vista en el Google Street View.

## Éxito
En Reino Unido fueron vendidas 1.31 millones de copias de esta canción en noviembre del 2012.
En un sondeo realizado por el Canal 4 británico, en el que votaron más de 100 mil personas seleccionando éxitos desde 1950 hasta el 2000, la canción alcanzó el puesto número 38 de los 100 más grandes sencillos número 1 en Reino Unido. Encuestas similares llevadas a cabo por el canal de música VH1 la posicionan en el número 3 de los 100 más grandes One-hit wonders de todos los tiempos, el número 18 en el Top 100 de canciones de los 1980s y número 1 en el 100 Greatest One-hit Wonders of the 80s.
| Rankings (1982–83)           | Mejor Posición | Semanas |
| ---------------------------- | -------------- | ------- |
| Ranking de Holanda           | 7              | 13      |
| Ranking de Australia         | 1              | -       |
| Ö3 Austria Top 40            | 9              | 8       |
| Irish Singles Chart          | 1              | -       |
| Ranking de Nueva Zelanda     | 1              | 14      |
| Ultratop 50 de Bélgica       | 1              | 12      |
| Dutch Top 40                 | 7              | 13      |
| Schweizer Hitparade          | 1              | 10      |
| UK Singles Chart             | 1              | -       |
| Billboard Hot 100 de EE. UU. | 1              | -       |

## Otras versiones
En 2004, una banda llamada 4-4-2 hizo un cover con el nombre "Come On England" en apoyo a la selección de fútbol de Inglaterra durante su participación en la Eurocopa 2004. Otros artistas que también han realizado covers de la canción son la banda de ska y punk, Save Ferris, que remplaza el sonido de la cuerda de guitarra por el de un cuerno; la banda de folk metal Skyclad, la banda francesa Nouvelle Vague, y banda japonesa Nil, y Badly Drawn Boy.

## Apariciones
El 7 de agosto de 2005 la canción se usó para motivar a los astronautas que viajaron en el transbordador espacial Discovery, el último día de la misión STS-114 y en referencia su comandante Eileen Collins.
Fue usada también en la película de 2012 The Perks of Being a Wallflower, en la película Take Me Home Tonight y también en el musical Back to the 80s.
Al Mismo Tiempo es un DLC del Videojuego Just Dance 2.
En Chile, la canción fue tema central de la versión instrumental del sitcom de TVN Once comida.

## Intérpretes (miembros de la banda)
- Kevin Rowland – vocalista.
- Billy Adams – banyo y corista.
- Giorgio Kilkenny – bajo y corista.
- Seb Shelton – batería y corista.
- Mickey Billingham – piano, acordeón, y corista.
- Helen O'Hara – violín
- Steve Brennan – violín
- Jennifer Tobis – violín
- Roger MacDuff (nombre real: Roger Huckle)[14] – violín
- "Big" Jim Paterson – trombón
- Paul Speare – saxofón tenor
- Brian Maurice – saxofón alto